# 김동진 (1902년)
김동진(金東進, 일본식 이름: 金本東進가네모토 도신, 1902년 ~ ?)은 일제강점기에 주로 활동한 언론인이며 친일 공산주의 운동가이다.

## 생애
평안남도 평양 출신으로 유년 시절에 부모를 따라 러시아로 이주했다. 일제 강점기 초기부터 러시아 블라디보스토크에서 약 11년 동안 거주하다가, 1923년에 경성부로 들어와 러시아빵을 제조, 판매하는 일을 시작했다.
귀국 이듬해인 1924년 동아일보 사회부 기자로 입사하여 언론계에 입문했다. 1933년에는 조선일보 도쿄지국장이 되었고, 1940년에 조선총독부 기관지인 매일신보로 이동하여 총무국장(1940년 10월)과 상무취체역(1940년 10월 9일 ~ 1942년), 전무취체역(1943년 ~ 1945년)을 역임했다. 1941년 1월 1일부터 1945년 11월 7일까지 매일신보 발행인 겸 편집인을 역임했다.
일제 강점기 말기에 여러 친일단체에서 활동하였다. 임전대책협의회와 조선임전보국단, 조선언론보국회에 참여한 것을 비롯하여, 일본 제국이 태평양 전쟁에서 패망하기 직전에 결성된 대화동맹과 대의당에도 가담했다. 대화동맹과 대의당은 일제 패망이 가시화된 시점에 결성되어 핵심 친일파 인물들만 주로 남아 있었고, 특히 대의당은 조선인 수십만 명을 집단 몰살시킬 계획을 세웠다는 설도 있는 극렬 친일 단체였다.
이후 미군정 지역에서 활동을 계속하였다. 이 무렵 러시아어에 능통한 김동진이 공산주의에 찬성하여 선전한다는 혐의를 받았다는 기록이 있다. 당시 김동진의 부모와 동생, 처자는 블라디보스토크에 거주 중이었다. 1949년에 반민족행위처벌법에 의해 반민특위에 체포되었다가 한국 전쟁 발발 직전 보석으로 출감했다.
한국 전쟁 중 조선인민군이 서울을 점령하였을 때 경기도 양주군에서 실종되어 조선민주주의인민공화국으로 납치된 것으로 추정된다. 북조선에서의 행적은 알려지지 않았다.
2008년 민족문제연구소가 친일인명사전에 수록하기 위해 정리한 친일인명사전 수록예정자 명단 언론/출판 부문과 친일단체 부문에 선정되었으며 친일반민족행위진상규명위원회가 발표한 친일반민족행위 705인 명단에도 포함되었다.

## 같이 보기
- 매일신보
- 조선임전보국단
- 조선언론보국회

## 참고자료
- 김동진(金東進) - 국사편찬위원회
- 친일인명사전편찬위원회 (2004년 12월 27일). 《일제협력단체사전 - 국내 중앙편》. 서울: 민족문제연구소. 383,389,410,411,546쪽쪽. ISBN 8995330724.